# Stéphane Deleurence
 (novembre 2024).
 (novembre 2024).
Si vous disposez d'ouvrages ou d'articles de référence ou si vous connaissez des sites web de qualité traitant du thème abordé ici, merci de compléter l'article en donnant les références utiles à sa vérifiabilité et en les liant à la section « Notes et références ».
 (novembre 2024).
La mise en forme du texte ne suit pas les recommandations de Wikipédia : il faut le « wikifier ».
Les points d'amélioration suivants sont les cas les plus fréquents :
- Les titres sont pré-formatés par le logiciel. Ils ne sont ni en capitales, ni en gras.
- Le texte ne doit pas être écrit en capitales (les noms de famille non plus), ni en gras, ni en italique, ni en « petit »…
- Le gras n'est utilisé que pour surligner le titre de l'article dans l'introduction, une seule fois.
- L'italique est rarement utilisé : mots en langue étrangère, titres d'œuvres, noms de bateaux, etc.
- Les citations ne sont pas en italique mais en corps de texte normal. Elles sont entourées par des guillemets français : « et ».
- Les listes à puces sont à éviter, des paragraphes rédigés étant largement préférés. Les tableaux sont à réserver à la présentation de données structurées (résultats, etc.).
- Les appels de note de bas de page (petits chiffres en exposant, introduits par l'outil «  Source ») sont à placer entre la fin de phrase et le point final[comme ça].
- Les liens internes (vers d'autres articles de Wikipédia) sont à choisir avec parcimonie. Créez des liens vers des articles approfondissant le sujet. Les termes génériques sans rapport avec le sujet sont à éviter, ainsi que les répétitions de liens vers un même terme.
- Les liens externes sont à placer uniquement dans une section « Liens externes », à la fin de l'article. Ces liens sont à choisir avec parcimonie suivant les règles définies. Si un lien sert de source à l'article, son insertion dans le texte est à faire par les notes de bas de page.
- La présentation des références doit suivre les conventions bibliographiques. Il est recommandé d'utiliser les modèles {{Ouvrage}}, {{Chapitre}}, {{Article}}, {{Lien web}} et/ou {{Bibliographie}}. Le mode d'édition visuel peut mettre en forme automatiquement les références.
- Insérer une infobox (cadre d'informations à droite) n'est pas obligatoire pour parachever la mise en page.

Pour une aide détaillée, merci de consulter Aide:Wikification.
Si vous pensez que ces points ont été résolus, vous pouvez retirer ce bandeau et améliorer la mise en forme d'un autre article.
Stéphane Deleurence est un artiste pluridisciplinaire français, connu pour ses activités de facteur et restaurateur de géants. Il est basé à Beaucamp-Ligny (Nord) et a réalisé, en 40 ans de carrière, près de 80 géants, des grosses têtes de carnaval et des chevaux jupons.

## Biographie
A la fin des années 1970, Stéphane Deleurence démarre son activité dans le secteur de l’illustration notamment dans la réalisation de dessins pour la presse et le monde de la bande dessinée. Au-delà du créateur, il se définit comme « faiseur de géants », celui qui facilite le travail du collectif de création,,.
Il travaillait dans un atelier à la Ferme des Géants, lieu qui abritait l'association franco-belge La Ronde des Géants, dont il était membre,.
Du 8 mai au 7 novembre 2021, la Maison des Géants (musée) d'Ath lui consacre une exposition rétrospective concernant ses travaux sur les géants. Certains de ses géants réalisés y étaient exposés.

## Liste des géants créés par Stéphane Deleurence
| Année de création | Localité                                | Nom du géant                                  | Eléments réalisés               | Informations supplémentaires | Photo |
| ----------------- | --------------------------------------- | --------------------------------------------- | ------------------------------- | --- | ----- |
| 1980              | Coudekerque-Branche                     | Joséphine de la Peûle                         | Structure en osier et sculpture | |       |
| 1981              | Arras                                   | Colas et Jacqueline                           | Structure en osier et sculpture | 3e version de géants initialement créés en 1812                                                                                    |       |
| 1982              | Lille                                   | Raoul de Godewarsvelde                        | Structure en osier et sculpture | Stéphane Deleurence le restaura en 2001                                                                                            |       |
| 1982              | Amiens                                  | Ch'Lafleur                                    | Structure en osier et sculpture | Géant aujourd'hui disparu |       |
| 1983              | Hellemmes-Lille                         | Jules l’Écourcheux                            | Sculpture                       | Géant détruit par les flammes en juin 2023, dans le cadre des émeutes consécutives à la mort de Nahel Merzouk                      |       |
| 1983              | Rongy                                   | Félicie                                       | Tête                            | Géante aujourd'hui disparue |       |
| 1984              | Lille (Bois-Blancs)                     | Bacamoul                                      | Structure en osier et sculpture | Géant aujourd'hui disparu |       |
| 1985              | Wannehain                               | Gérard de Wannehain et Gillette de Bricquemez | Structure en osier              | Géants créés en collaboration avec l’école Pablo Picasso locale                                                                    |       |
| 1986              | Villeneuve-d'Ascq                       | Gilbert de Quicampoix                         | Sculpture                       | Deuxième version d'un géant initialement créé en 1980. Seul le buste du géant de 1986 a été conservé, visible en mairie.           |       |
| 1986              | Saint-Valery-sur-Somme                  | Guillaume le Conquérant                       | Structure en osier et sculpture | |       |
| 1988              | Gravelines                              | L'Islandais                                   | Structure en osier et sculpture | |       |
| 1988              | Association « La Ronde des Géants »     | Marianne                                      | Structure en osier et sculpture | Géante allégorique de l’association « La Ronde des Géants »                                                                        |       |
| 1989              | Roost-Warendin                          | Ghislain de Bernicourt                        | Structure en osier et sculpture | |       |
| 1991              | Fort Mardyck                            | 'Tit Frère                                    | Structure en osier et sculpture | Géant restauré en 2025 par le sculpteur Julien Barthélémy basé à Saint-Denis                                                       |       |
| 1992              | Boeschepe                               | Jérôme le Meunier                             | Structure en osier et sculpture | Géant restauré en 2023 par Dorian Demarcq                                                                                          |       |
| 1993              | Pont-sur-Sambre                         | Jean-Jean                                     | Structure en osier et sculpture | Géant restauré en 2023 par Dorian Demarcq                                                                                          |       |
| 1993              | Wormhout                                | Le Frère Jumeau du Roi des Mitrons            | Structure en osier et sculpture | |       |
| 1994              | Ardres                                  | François Ier                                  | Structure en osier et sculpture | |       |
| 1994              | Maubeuge                                | Jean Mabuse                                   | Structure en osier et sculpture | |       |
| 1994              | Godewaersvelde                          | Henri le Douanier                             | Structure en osier et sculpture | Il accompagne Tom le Chien/Dick le Chien, géant également créé par Stéphane Deleurence (voir plus bas)                             |       |
| 1995              | Liévin                                  | Tintin Pourette et Phrasie                    | Structure en osier et sculpture | |       |
| 1995              | Association « La Ronde des Géants »     | Louise                                        | Structure en osier et sculpture | Fille des géants Tintin Pourette et Phrasie (Liévin)                                                                               |       |
| 1995              | Grand-Fort-Philippe                     | La Matelote                                   | Structure en osier et sculpture | |       |
| 1996              | Association « La Ronde des Géants »     | Saint-Nicolas                                 | Structure en osier et sculpture | |       |
| 1996              | Association « La Ronde des Géants »     | Père Fouettard                                | Structure en osier et sculpture | |       |
| 1997              |                                         | Iris Clert                                    | Structure en osier et sculpture | Géante privée |       |
| 1998              | Hazebrouck                              | Zoon-Tisje                                    | Structure en osier et sculpture | |       |
| 1998              | Wormhout                                | Antoinette                                    | Structure en osier              | |       |
| 1998              | Béthune                                 | Gambrinus                                     | Structure en osier et sculpture | Géant restauré en 2022 par le sculpteur Julien Barthélémy basé à Saint-Denis                                                       |       |
| 1998              | Villeneuve-d'Ascq                       | Anatole                                       | Structure en osier et sculpture | |       |
| 1999              | Lille                                   | Lydéric et Phinaert                           | Structure en osier et sculpture | Nouvelles versions des géants historiques de la ville                                                                              |       |
| 1999              | Association « La Ronde des Géants »     | La Mère Fouettard                             | Structure en osier et sculpture | |       |
| 2000              | Association « La Ronde des Géants »     | Prion                                         | Structure en osier et sculpture | |       |
| 2000              | Association « La Ronde des Géants »     | Lystéria                                      | Structure en osier et sculpture | |       |
| 2000              | Villeneuve d'Ascq                       | L'Affreux Luquet                              | Structure en osier et sculpture | |       |
| 2000              | Lillers                                 | Lilia                                         | Structure en osier et sculpture | |       |
| 2000              | Lezennes                                | Isidore Court'orelle                          | Structure en osier et sculpture | Restauré en 2023 par le facteur de géants Pierre Loyer, basé à Warneton                                                            |       |
| 2000              | Ath (Maison des Géants, musée)          | Lydéric                                       | Structure en osier et sculpture | Modèle réduit du géant historique de Lille créé pour la muséographie de la Maison des Géants                                       |       |
| 2000              | Waziers                                 | Andréa                                        | Structure en osier et sculpture | Seconde version de la géante |       |
| 2000              | Cassel                                  | Reuze Papa et Reuze Maman                     | Structure en osier et sculpture | Répliques des géants historiques de Cassel                                                                                         |       |
| 2001              | Godewaersvelde                          | Tom le Chien/Dick le Chien                    | Structure en osier et sculpture | Le chien se prénomme Dick quand il est appareillé en chien de douanier, et prend le nom de Tom quand il devient chien de fraudeur  |       |
| 2001              | Orchies                                 | P'tit Jehan le Carillonneur                   | Structure en osier et sculpture | Géant originaire de Douai, aujourd’hui basé à Orchies                                                                              |       |
| 2002              | Grand-Fort-Philippe                     | Fiu le Matelot                                | Structure en osier et sculpture | |       |
| 2002              | Waziers                                 | L'Zeph                                        | Structure en osier et sculpture | Seconde version du géant |       |
| 2002              | Bugnicourt                              | Bugnus le Bœuf                                | Structure en osier et sculpture | |       |
| 2002              | Villeneuve-d’Ascq                       | Grand-Père Guernouillard                      | Structure en osier et sculpture | |       |
| 2002              | Lens                                    | Ch’Meneu                                      | Structure en osier et sculpture | Géant créé en collaboration avec Dorian Demarcq                                                                                    |       |
| 2003              | Lomme                                   | Anne Delavaux                                 | Structure en osier et sculpture | Seconde version d'une géante initialement créée en 1960 par Maurice Deschodt                                                       |       |
| 2004              | Lille (Bois-Blancs)                     | Bébécamoul                                    | Structure en osier et sculpture | |       |
| 2004              | Compiègne                               | Langlois, Lansquenet et Flandrin              | Structure en osier et sculpture | Géants créés en collaboration avec Dorian Demarcq                                                                                  |       |
| 2006              | Coudekerque-Branche                     | Julienne                                      | Structure en osier et sculpture | |       |
| 2006              | Anzin                                   | Jean la Houille                               | Structure en osier et sculpture | |       |
| 2006              | Onnaing                                 | Alfred le Pipier                              | Structure en osier et sculpture | |       |
| 2007              | Ath                                     | M le Géant                                    | Structure en osier et sculpture | Géant créé dans le cadre de l'exposition d'Emilio López-Menchero à Ath. Il est aujourd'hui propriété de la Maison des Géants d'Ath |       |
| 2007              | Templeuve                               | Omer Droulez                                  | Tête                            | Géant créé en collaboration avec le vannier lessinois Ludovic Tilly                                                                |       |
| 2008              | Lille                                   | Reuze Quinquin                                | Structure en osier et sculpture | |       |
| 2009              | Grand-Fort-Philippe                     | Gut                                           | Structure en osier et sculpture | |       |
| 2009              | Wallers-Arenberg                        | Marguerite de Wallers                         | Structure en osier et sculpture | |       |
| 2010              | Lesquin                                 | Hippolyte et Titée                            | Structure en osier et sculpture | Seconde versions de géants initialement créés respectivement en 1997 et 2004                                                       |       |
| 2011              | Association « La Ronde des Géants »     | Amélie la Géante Majuscule                    | Structure en osier et sculpture | |       |
| 2012              | Fourmies                                | L'Aurochs                                     | Structure en osier et sculpture | |       |
| 2012              | Villeneuve-d’Ascq                       | Le Père Fouettard                             | Structure en osier et sculpture | |       |
| 2013              | Villeneuve-d’Ascq                       | L’Âne                                         | Structure et sculpture          | |       |
| 2013              | Villeneuve-d’Ascq (université de Lille) | Krampus                                       | Structure en osier et sculpture | |       |
| 2013              | Villeneuve-d’Ascq                       | Gilbert de Quincampoix                        | Structure en osier et sculpture | Ultime version du géant qu'il avait déjà recréé en 1986                                                                            |       |
| 2019              | Aulnoye-Aymeries                        | Mila                                          | Structure en bois               | Géante à l'image d'une poupée russe, intégralement réalisée en bois. Il s'agit de son dernier géant créé.                          |       |

## Restauration de géants
En plus de son activité de création, Stéphane Deleurence restaurait également les géants. Voici une liste non exhaustive des postures restaurées dans son atelier :
| Année de restauration | Localité      | Nom du géant                             | Informations supplémentaires                                                                                                |
| --------------------- | ------------- | ---------------------------------------- | --- |
| 1991                  | Ardres        | Belle Roze,                              | Géante historique de la ville créée en 1954 par les artistes Hazebrouckois Maurice Deschodt et son épouse Georgette Pattein |
| 1985                  | Bourbourg     | Gédéon et Arthurine                      | Géants historiques de la ville créés par les artistes Maurice Deschodt et son épouse Georgette Pattein                      |
| 2001                  | Lille         | Raoul de Godewarsvelde                   | Géant qu'il a lui-même créé en 1982. Restauration complète et nouvelle tête.                                                |
| NC                    | Hazebrouck    | Tisje-Tasje, Toria, Babe-Tisje et Roland | Géants historiques de la ville créés par les artistes Maurice Deschodt et son épouse Georgette Pattein (sauf Roland)        |
| NC                    | Ath (Ducasse) | Tête du géant Goliath                    | Tête sculptée par l’Athois Emmanuel Florent en 1806/1807                                                                    |
| NC                    | Dottignies    | Maria de Dothenies                       | |